# Adolfo Bartoli
Adolfo Bartoli (Fivizzano, 19 novembre 1833 – Genova, 16 maggio 1894) è stato un letterato italiano.
Storico della letteratura italiana, fu assieme a Vieusseux segretario e collaboratore dell'Archivio storico italiano e fu tra i fondatori dell'Archivio Veneto.

## Biografia
Studiò a Firenze alle Scuole Pie. Compì i suoi studi a Siena laureandosi, per volere del padre, in Giurisprudenza nel 1855. Sin dal periodo degli studi universitari però le sue naturali inclinazioni lo portarono a coltivare gli studi storici. L'anno successivo alla sua laurea infatti pubblicò le Lettere del beato Colombini.
A Firenze, per Giovan Pietro Vieusseux, dal 1857 fu segretario e compilatore della rivista «Archivio Storico Italiano», venendo a contatto con personalità quali Carlo Milanesi, Gino Capponi, Raffaello Lambruschini, Pietro Capei, Cosimo Ridolfi.
Nel 1859 pubblicò le Vite di Uomini illustri del secolo XV, scritte da Vespasiano da Bisticci, correggendo gli errori e le incoerenze dell’edizione precedente curata da Angelo Mai, ed il trattato Dell’Arte istorica di Agostino Mascardi.
Nel 1863 fu pubblicato un altro suo contributo di carattere filologico, i Viaggi di Marco Polo, reintegrandoli con l'originale francese.
Nello 1868 uscirono anche Il libro di Sydrach , una sorta di enciclopedia medievale astrologico – scientifico – popolare, ed il saggio Degli studi e delle scuole in Italia, stampato a proprie spese.
Nel 1869 B. si trasferì a Venezia dopo aver vinto una cattedra alla R. Scuola di Commercio di Venezia, dove non perse la grande occasione di approfittare del formidabile patrimonio librario locale. Infatti proprio nel periodo veneziano, nel 1871, furono pubblicati a fascicoli I primi due secoli della letteratura italiana, che usciranno in volume solo dieci anni dopo, nella Storia letteraria d’Italia della Vallardi, diretta da Pasquale Villari.
L'opera del B., pur appartenendo alla corrente della scuola storica, che si prefiggeva di guardare ad un testo letterario come ad un documento scientifico con un metodo rigoroso e chiaro, indagandone quindi le origini per mezzo dei documenti d'archivio e le caratteristiche specifiche grazie agli strumenti della filologia, fu però influenzata dal temperamento appassionato, energico ed operoso, ma alquanto discontinuo.
Si occupò anche di insegnamento, presso varie scuole secondarie d'Italia, fino a quando non ottenne la prestigiosa cattedra di Letteratura italiana presso l'Istituto di Studi Superiori di Firenze nel 1874, incarico che ricoprì fino alla morte, avvenuta a Genova nel 1894.
Tra i suoi allievi più noti vanno senz'altro menzionati: Rodolfo Renier, Guido Biagi, Tommaso Casini, Ernesto Giacomo Parodi, Gaetano Salvemini. Le sue lezioni sulla goliardia medievale dettero impulso alla pubblicazione del giornale I Nuovi goliardi, che ebbe come collaboratori Giovanni Marradi, Severino Ferrari e Guido Mazzoni.
I suoi volumi più importanti sono I Precursori del Boccaccio (1876), I Precursori del Rinascimento (1877), ma soprattutto I Primi due Secoli della Letteratura Italiana (1870-1881), primo tentativo di sistemazione scientifica della storia letteraria del Trecento, pubblicato a fascicoli e poi confluito, quasi dieci anni più tardi, nella monumentale Storia della Letteratura Italiana (1878-1889).
I Primi due Secoli ricevette immediatamente riconoscimenti critici e la pubblicazione di una nuova rivista, fondata dallo studioso fivizzanese unitamente a Rinaldo Fulin nel 1871: l’«Archivio Veneto», raccolta di documenti originali, inediti, dimenticati. Tra il 1878 e il 1885 uscirono i tre volumi del catalogo dei Manoscritti della Biblioteca Nazionale di Firenze, descritti da una società di studiosi sotto la direzione del prof. Adolfo Bartoli, relativo alla serie Poesia dei manoscritti magliabechiani, esplorati per la prima volta in maniera sistematica.
B. fu anche un eminente dantista. Nel 1881 veniva pubblicato il quarto volume della sua Storia, nel quale espose la teoria dell'inesistenza di Beatrice come personaggio storico, causando molte polemiche. Nella Crestomazia italiana del periodo delle origini, edito nel 1882, il B. volle offrire un esempio di criterio storico che sostituiva quello estetico nel concetto delle antologie.
Nel 1883 B. pubblicò con Sansoni le Rime del Petrarca.
Del 1884 è invece la Vita di Dante, quinto volume della Storia, nel quale lo storico fivizzanese confutò molti errori biografici relativi alla vita dell'Alighieri, il più famoso dei quali riguardava la lettera "inviata" da Dante a Guido da Polenta, che B. dimostrò falsa, poiché creata da Anton Francesco Doni nel 1547.
La monumentale Storia della Letteratura Italiana (1878-1889)  venne interrotta al 7° volume, sul Petrarca.
Nel 1888 fu tra i fondatori della Società Dantesca Italiana e partecipò alla scelta delle edizioni critiche delle opere di Dante.
Dal 1893 fu socio corrispondente dell'Accademia della Crusca.
Le due lapidi murate sulla facciata del Palazzo Comunale di Fivizzano che ricordano la figura di re Vittorio Emanuele II e di Giuseppe Garibaldi sono state dettate dal Bartoli.
Se ancora oggi in ogni Divina Commedia ad uso scolastico, gli studenti possono aiutare la memoria consultando i disegni riportanti i vari gironi, le pene inflitte, ecc. lo devono al Bartoli che ebbe per primo l'idea delle Tavole dantesche
La sua tomba è situata nel cimitero monumentale di Fivizzano.

## Archivio
La Biblioteca Umanistica dell'Università degli Studi di Firenze conserva un fondo archivistico intitolato a Adolfo Bartoli.
L'archivio di Bartoli fu venduto dalla vedova e dalla figlia alla Biblioteca di Lettere dell'Istituto nel giugno 1913. È costituito da materiale manoscritto sulla letteratura italiana: carteggio; appunti manoscritti su letteratura italiana dal Duecento al Quattrocento; materiali preparatori e testi di conferenze, lezioni, discorsi; ritagli di giornali; atti che conferiscono a Bartoli cariche onorifiche e accademiche, raccolte di materiale bibliografico, quali estratti e opuscoli.
Tale materiale, alluvionato, è custodito in 21 scatole. Non si conserva fondo librario.
Per una descrizione generale del fondo: Guida agli Archivi delle personalità della cultura in Toscana tra '800 e '900. L'area fiorentina, a cura di Capannelli Emilio e Insabato Elisabetta, Firenze, Olschki, 1996, pp. 69–70

## Opere
- Le lettere del beato Giovanni Colombini da Siena, Lucca, Bolatreri, 1856.
- Vespasiano da Bisticci, Vite degli uomini illustri del secolo XV, Firenze, Barbera e Bianchi, 1959.
- Dell'arte istorica di Agostino Mascardi, trattati cinque, Firenze, Le Monnier, 1959.
- Un capitolo della illustre et famosa historia di Lancillotto del Lago, Le Monnier, Firenze, 1959.
- I viaggi di Marco Polo, a cura di Adolfo Bartoli, Firenze, Le Monnier, 1863.
- Pietro Giordani, Piacenza, Porta, 1868.
- L'evoluzione del Rinascimento, Firenze, Università degli studi, 1875.
- I precursori del Rinascimento, Firenze, Sansoni, 1876.
- I precursori del Boccaccio e alcune sue fonti, Firenze, Sansoni, 1876.
- Caratteri fondamentali della letteratura medievale, Firenze, Sansoni, 1878.
- La poesia italiana delle origini, Firenze, Sansoni, 1879.
- La prosa italiana delle origini, Firenze, Sansoni, 1880.
- Scenari inediti della commedia dell'arte, Firenze, Sansoni, 1880.
- La nuova lirica toscana, Firenze, Sansoni, 1881.
- Crestomazia della poesia italiana del periodo delle origini, Torino, Loescher, 1882.
- Francesco Petrarca, Firenze, Sansoni, 1884.
- Della vita di Dante, Firenze, Sansoni, 1884.
- Delle opere di Dante Alighieri - La Divina Commedia, Parte prima e parte seconda, Firenze, Sansoni, 1887-1889.
- I primi due secoli della letteratura italiana, Milano, Vallardi, 1890.